# Spaans-Surinaamse betrekkingen
Spaans-Surinaamse betrekkingen verwijzen naar de huidige en historische betrekkingen tussen Spanje en Suriname. 

## Geschiedenis
Christoffel Columbus zag de  kust van Suriname in 1498, maar het duurde nog tot 1593 voordat Spaanse ontdekkingsreizigers naar Suriname terugkeerden. Spanje ondernam in de eerste helft van de 17e eeuw vergeefse pogingen om zich er te vestigen, gevolgd door de Britten, Fransen en Nederlanders. Uiteindelijk brak de Engelsman Francis Willoughby in 1651 het inheemse verzet en vestigde Paramaribo.

## Diplomatieke betrekkingen
Spanje onderhoudt sinds 1976 diplomatieke betrekkingen met Suriname. De ambassade is gevestigd in Port of Spain (Trinidad en Tobago). Daarnaast heeft Spanje een honorair consulaat in Paramaribo.
De ambassade van Suriname in Brussel is geaccrediteerd voor Spanje.